# Akademik Vernadsky Station
Akademik Vernadsky Station is een Oekraïens poolstation op het eiland Galindez, een van de Argentijnse eilanden in Antarctica. Het station wordt permanent bemand.

## Geschiedenis
Het station werd gebouwd door de British Antarctic Survey op Winter eiland in 1947 onder de naam Base F. Het werd verplaatst naar het naburige Galindez eiland in 1954. In 1977 werd het station hernoemd tot Faraday Station. In februari 1996 nam Oekraïne het station over voor het symbolische bedrag van 1 pond.